# Área tegmental ventral
El tegmento ventral (tegmentum es una palabra latina que significa recubrimiento), más conocido como área tegmental ventral de Tsai (ATV) es un grupo de neuronas localizadas cerca de la línea media del piso del mesencéfalo. El ATV es el punto de origen donde se encuentran los cuerpos de las células dopaminérgicas del sistema dopaminérgico mesocorticolímbico, y se encuentra ampliamente implicado en el sistema de recompensa natural del cerebro, el mismo que actúa en numerosas adicciones. Es importante en la cognición, motivación, orgasmo, dependencia a las drogas, emociones intensas relacionadas con el amor, y varios desórdenes psiquiátricos. El ATV contiene neuronas que se proyectan hacia numerosas áreas del cerebro, desde la corteza prefrontal (CPF) hasta el tallo cerebral pasando por numerosas regiones entre estas dos.

## Anatomía

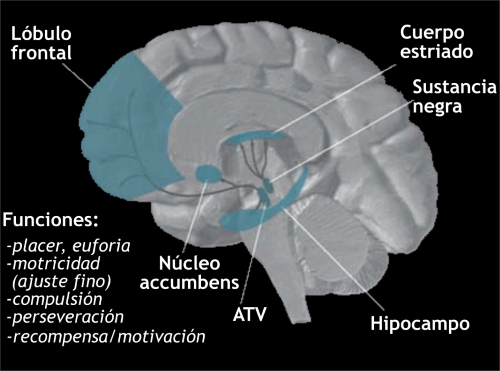
Localización anatómica del ATV en humanos.

A menudo los neurobiólogos, han experimentado grandes dificultades para distinguir el ATV de la sustancia negra (SN) y núcleos aledaños ya sea en humanos como en otros primates. Originalmente, el tegmento ventral fue designado como núcleo, pero con el tiempo el término área devino más adecuado debido a las características citoarquitectónicas heterogéneas de la región y a la falta de bordes definidos que lo separaran de las regiones adyacentes. Debido a los aferentes selectivos relacionados con el límbico del ATV, las células de esta región reciben la designación A10 para diferenciarlas de las células que las rodean.

### Localización
El ATV se localiza en el cerebro medio, entre otras áreas mayores, algunas de las cuales se describen aquí. Los cuerpos mamilares y el hipotálamo posterior, ambos incluidos en el diencéfalo, se extienden en dirección rostral a partir del ATV. El nucleus ruber (núcleo rojo) se encuentra situado lateralmente y las fibras oculomotoras se encuentran ubicadas ventromedialmente en relación con el ATV. El pons y el romboencéfalo se ubican caudalmente, mientras que la sustancia negra se encuentra localizada lateralmente en relación con el ATV.

### Estructura
En 1987, Oades identificó cuatro núcleos primarios en el grupo de células A10 del ATV: el nucleus paranigralis (Npn), el nucleus parabrachialis pigmentosus (Npbp), el nucleus interfascicularis (Nif), y los nucleus linearis (Nln) caudalis y rostralis. En la actualidad, los científicos dividen al ATV en cuatro zonas similares que se denominan núcleos paranigrales (NP), área pigmentada parabraquial (PBP), área parafascicular retrofleja (PFR), y cola tegmental ventral (VTT), que adhiere aproximadamente a las divisiones previas. Algunas definiciones del ATV incluyen además los núcleos de la línea media (por ejemplo el núcleo interfascicular, el núcleo lineal rostral, y el núcleo lineal central).
Los núcleos paranigrales y el área pigmentada parabraquial son ricos en células dopaminérgicas, mientras que las otras dos regiones poseen una baja densidad de este tipo de neuronas. El área parafascicular retroflexa y la cola tegmental ventral contienen una baja densidad de células positivas para la tirosina hidroxilasa (TH) que son pequeñas de tamaño y se tiñen débilmente. Por otro lado, los NP y PBP consisten principalmente de células medias a grandes, positivas para TH, que se tiñen moderadamente.

### Función
El ATV, particularmente las neuronas dopaminérgicas del ATV, desempeñan diversas funciones en el sistema de recompensa, motivación, cognición, dependencia a las drogas, y puede ser foco de varios trastornos psiquiátricos. Se ha demostrado también que procesa varios tipos de emociones salidas de la amígdala, donde podría además desempeñar un papel en la evitación y el condicionamiento por miedo. Se ha demostrado por medio de grabaciones electrofisiológicas que las neuronas del ATV responden a un estímulo novedoso, a recompensas inesperadas, y pistas sensitivas de recompensa predictiva. El patrón de disparo de estas células es consistente con la codificación de un error de expectativa de recompensa. En 2006 en unos estudios de IRM conducidos por Helen Fisher y su equipo de investigación encontraron y documentaron varios estados emocionales relacionados con amor intenso que tienen correlación con actividad en el ATV, lo cual podría explicar los comportamientos obsesivos de parejas rechazadas ya que este mecanismo se encuentra compartido por el sistema de recompensa.

### Presencia de uniones comunicantes
El ATV ha mostrado poseer una amplia red de céluas gabaérgicas que se encuentran interconectadas por medio de uniones comunicantes. Esta red permite la conducción eléctrica, que es considerablemente más rápida que la conducción química de señales entre sinapsis.

### Desarrollo
Debido a que se desarrollan de un tejido embrional común, y a que se superponen parcialmente en sus campos de proyección, las células dopaminérgicas carecen de áreas anatómicas claramente definidas. Durante el desarrollo del cerebro mamífero, tanto la sustancia negra como las neuronas del ATV se proyectan inicialmente hacia el estriado dorsolateral y ventromedial. Sin embargo, al momento del nacimiento, las neuronas dopaminérgicas de la SN se proyectan exclusivamente hacia el interior del estriado dorsolateral, y las neuronas dopaminérgicas de ATV se proyectan únicamente hacia el interior del estriado ventromedial. 
Esta poda de conexiones ocurre por medio de la eliminación de colaterales innecesarias.

### Composición neuronal
El ATV, al igual que la substantia negra, se encuentra poblada por neuronas dopaminérgicas pigmentadas con melanina. Recientes estudios han sugerido que las neuronas dopaminérgicas comprenden entre el 50 y el 60% de todas las neuronas del ATV, lo que resulta contrario a la evidencia previa que afirmaba que el 77% de las neuronas dentro del ATV eran dopaminérgicas. Además existe una población mesurable de neuronas gabaérgicas en el ATV. Estas neuronas gabaérgicas regulan el disparo de sus contrapartes dopaminérgicas y envían proyecciones a través del cerebro, hacia, pero no limitado a, las siguientes regiones: la corteza prefrontal, el nucleus accumbens,y el locus coeruleus. El ATV contiene además un pequeño porcentaje de neuronas excitatorias glutamatérgicas.

### Anatomía comparada
Todos los estudios desde 1964 han hecho énfasis en la impactante similitud general que existe entre el ATV de todos los mamíferos, desde ratones hasta humanos. Estos estudios han enfocado sus esfuerzos en ratas, conejos, perros, gatos, zarigüeyas, primates no humanos, y humanos. Sin embargo se han notado ligeras diferencias, tales como cambios en la extensión dorsal de las células A10. Más específicamente, el pico dorsal de células A10 es más extenso en primates cuando se lo compara con otros mamíferos. Lo que es más, el número de células dopaminérgicas en el ATV aumenta con la progresión filogenética; por ejemplo, el ATV del ratón contiene aproximadamente 25.000 neuronas; mientras que el ATV de un hombre de 33 años contiene alrededor de 450.000 células.

## Vías eferentes
Las dos principales proyecciones de fibras eferentes del ATV son la vía mesocortical y la vía mesolímbica, las cuales corresponden al córtex prefrontal y nucleus accumbens respectivamente. El grupo completo de proyecciones, todas las cuales hacen uso de dopamina como su neurotransmisor primario, se lista a continuación.
- Proyecciones del área tegmental ventral (ATV)[6]

- ATV → Amígdala
- ATV → Giro cingulado
- ATV → Hipocampo
- ATV → Núcleo accumbens
- ATV → Bulbo olfatorio
- ATV → Córtex prefrontal

## Entradas
Casi todas las áreas que reciben proyecciones del ATV emiten proyecciones de vuelta. Por lo tanto el tegmento ventral se encuentra recíprocamente conectado con un amplio rango de estructuras a lo largo y a lo ancho del cerebro, sugiriendo que esto podría tener un rol en el control de la función del área altamente desarrollada y filogenéticamente mucho más reciente del neocortex, como así también en las áreas filogenéticamente más antiguas del sistema límbico.
Hay aferentes excitatorias glutamatérgicas surgiendo de la mayor parte de las estructuras que se proyectan hacia el ATV. Estos aferentes glutamatérgicos desempeñan un papel clave en la regulación del disparo de las células del ATV. Cuando las neuronas glutamatérgicas se activan, las tasas de disparo de las neuronas dopaminérgicas en el ATV aumenta, y esto induce disparos en ráfagas masivas. Los estudios han demostrado que estas acciones glutamatérgicas en el ATV son críticas para los efectos de las drogas de abuso. Por el contrario, la cola del ATV se proyecta hacia el ATV con aferentes gabaérgicas, funcionando como un "freno maestro" para las vías dopaminérgicas del ATV.
Las aferentes subpalidales que ingresan al ATV son principalmente gabaérgicas, y, por lo tanto, actúan como inhibidoras. Hay una vía sustancial proveniente del área subpalladial en dirección hacia el ATV. Cuando esta vía se encuentra desinhibida, un aumento en la liberación de dopamina en la vía mesolímbica amplifica la actividad locomotora.

## Bucle límbico
El bucle límbico es muy similar a la vía directa del bucle motor de los ganglios basales. En ambos sistemas, existen entradas excitatorias mayores provenientes de la corteza dirigidas hacia el núcleo estriado (núcleo accumbens), el cerebro medio proyecta neuronas neuromodulatorias dopaminérgicas hacia el núcleo estriado, y el estriado hace conexiones internucleares con el núcleo pállidum; mientras que el pallidum tiene salidas hacia el tálamo; el cual se proyecta hacia el córtex, completando de esta forma el bucle. El bucle límbico se distingue del bucle motor por el origen y naturaleza de las entradas corticales, la división del estriado y del pallidum que procesa la entrada, el origen de las neuronas dopaminérgicas provenientes del cerebro medio, y la diana talámica a la salida del pallidum.

## Bucle CA3
Vincular el contexto con la recompensa es importante para la búsqueda de recompensa. En 2011, un grupo de investigadores documentaron un bucle entre el ATV-CA3 que hace uso del septo lateral como intermediario. Para ello, los investigadores hicieron uso de un virus pseudorrabia (PRV) como trazador transináptico, y lo inyectaron en el ATV. Encontraron que la inyección unilateral en el ATV desemboca en un marcado bilateral con PRV en todo el CA3, el cual comienza a las 48Hs de la inyección. Las lesiones en el septo caudodorsal-lateral, previas a la inyección con PRV en el ATV, resultaron en un número significativamente menor de neuronas marcadas con PRV en CA3.
La estimulación con ondas theta hipocámpicas del CA3 provocó un aumento en las frecuencias de disparo de las células dopaminérgicas del ATV, y una disminución en las frecuencias de disparo de las neuronas gabaérgicas del ATV. La identidad de las neuronas del ATV fue confirmada por neurobiotina, la cual marca a las neuronas de memoria, y luego por tinción histológica para tirosina hidroxilasa. La inactivación temporal del CA3 vía agonistas GABA, previene la reinstalación inducida por contexto del comportamiento de presionar una palanca para recibir cocaína intravenosa.
Los autores proponen un circuito funcional en forma de bucle, donde la activación de células glutamatérgicas en el CA3, causa la activación de células gabaérgicas en el septo caudodorsal-lateral; el cual inhibe a las neuronas GABA en el ATV, liberando a las células dopaminérgicas de su inhibición tónica, y conduciendo a una tasa de disparos aumentada en las células dopaminérgicas.

## Sistema de recompensa
La circuitería de recompensa dopaminérgica en el cerebro humano involucra a dos sistemas que se proyectan del cerebro medio ventral, hacia el complejo del núcleo accumbens-tubérculo olfatorio. Primero, las células del ATV posteromedial y del rafe lineal se proyectan selectivamente hacia el estriado ventromedial, el cual incluye al tubérculo olfatorio medial y a la corteza del núcleo accumbens medial. 
En segunda instancia, el ATV lateral se proyecta ampliamente hacia el estriado ventromedial, el cual incluye al centro del núcleo accumbens, la corteza del núcleo accumbens medial, y el tubérculo olfatorio lateral. Estas vías se denominan respectivamente vías dopaminérgicas estriatales meso-ventromedial y meso-ventrolateral. El sistema de proyección medial es importante en la regulación de la excitación caracterizada por el afecto, y desempeña un papel diferente al del sistema de proyección lateral en el comportamiento dirigido a la prosecución de un objetivo. A diferencia del sistema lateral, el medial se activa por estímulos nocivos y no por estímulos de recompensa. ^Por lo tanto, la corteza del núcleo accumbens, y el ATV posterior son las áreas primarias involucradas en el sistema de recompensa.
Normalmente, las neuronas dopaminérgicas presentan una actividad fásica. Cuando se encuentran excitadas, disparan una descarga de potenciales de acción, y se libera dopamina en el núcleo accumbens. Las neuronas espinosas medianas del núcleo accumbens son mucho más reactivas a este aumento en los niveles de dopamina si existe una entrada excitatoria coincidente proveniente de las estructuras del telencéfalo, tales como la amígdala y el córtex prefrontal orbital-medial. Las neuronas estriatales activadas (neuronas NAC), luego se proyectan hacia el pallidum ventral donde inhiben a las neuronas GABA inhibitorias.
Esta inhibición en el pallidum deshinibe a la diana talámica del bucle límbico, el cual es el núcleo mediodorsal. El tálamo, luego inerva la división cortical del cerebro medio frontal. Esta conexión final se refuerza por la actividad en las proyecciones corticales directas de las neuronas dopaminérgicas del ATV.

## Relevancia clínica

### Enfermedades
Las neuronas dopaminérgicas de la sustancia nigra y del área tegmental ventral del cerebro medio se proyectan hacia el núcleo caudado/putamen dorsolateral y al núcleo accumbens localizado ventromedialmente, respectivamente, estableciendo las vías mesoestriatal y mesolímbica. La cercana proximidad de estas dos vías es responsable de que sean agrupadas juntas bajo el nombre de proyecciones dopaminérgicas. Existen varias enfermedades provocadas por el mal funcionamiento o disrupción de estas dos vías: la esquizofrenia, enfermedad de Parkinson, y el desorden de atención con hiperactividad. Las investigaciones actuales se encuentran examinando las sutiles diferencias entre las neuronas implicadas en estas enfermedades, y en la búsqueda de tratar selectivamente a una proyección dopaminérgica específica.

### Adicción a drogas
El núcleo accumbens (NAc) y el área tegmental ventral (ATV) son los sitios principales donde actúan las drogas de abuso. Las que se detallan a continuación se consideran normalmente drogas de abuso: heroína, cocaína, alcohol, opiatos, marihuana, nicotina, anfetamina y sus análogos sintéticos. Estas drogas alteran la influencia neuromodulatoria de la dopamina en el procesamiento de las señales de refuerzo, prolongando la acción de la dopamina en el núcleo accumbens; o potenciando la activación de las neuronas en el ATV y Nac.
Las drogas de abuso más comunes estimulan la liberación de dopamina, lo cual crea tanto efectos psicomotores y en el sistema de recompensa. El comportamiento compulsivo de toma de drogas es el resultado de cambios funcionales permanentes en el sistema mesolímbico como consecuencia de la estimulación repetitiva con dopamina. Las adaptaciones moleculares y celulares son las responsables de la actividad sensibilizada de dopamina en el ATV y a lo largo de las proyecciones mesolímbicas en respuesta al abuso de drogas. En el ATV de los individuos adictos, la actividad de la enzima sintetizadora de dopamina (la tirosina hidroxilasa), se incrementa, como así también lo hace la habilidad de estas neuronas para responder a los estímulos excitatorios. Los efectos tardíos son secundarios al aumento en la actividad del factor de transcripción CREB y la regulación al alza del GluR1, una importante subunidad de los receptores AMPA de glutamato.
Estas alteraciones en el procesamiento neural podrían explicar la influencia decreciente de las señales emocionales adaptativas en la operación de las facultades de toma de decisiones, como así también en los comportamientos de búsqueda y consumo de drogas que se convierten en habituales y compulsivos.
Los experimentos en ratas han mostrado que los animales aprenden a presionar una palanca para la administración de drogas tales como nicotina, carbacol, opiatos, cocaína, y etanol en el ATV posterior más fácilmente que en el ATV anterior. Otros estudios han mostrado que las microinyecciones de drogas dopaminérgicas dentro de la corteza del NAc aumentan la actividad locomotora y los comportamientos exploratorios, las respuestas condicionadas, y comportamientos sexuales anticipatorios.
El fenómeno de abstinencia ocurre porque el déficit en la función de recompensa causa que el organismo ingrese en un ciclo de distrés, donde las drogas se vuelven necesarias para restaurar el estado homeostático normal. Recientes investigaciones han mostrado que incluso después de que las etapas finales de abstinencia han pasado, un organismo puede reinstalar el comportamiento de búsqueda de la droga si es expuesto a esa droga o a un estímulo relacionado con la droga.